# Erik Abrahamsson (politiker)
Erik Rudolf Abrahamsson (efter 1941 Edström,  i riksdagen kallad Abrahamsson i Jönköping), född 14 september 1873 i Bottnaryd, död 21 mars 1953 i Stockholm, var en svensk lantbrukare, företagsledare och politiker (frisinnad).
Abrahamsson, som kom från en lantbrukarfamilj, var riksdagsledamot i första kammaren för Jönköpings läns valkrets 1922–1930. Som kandidat för Frisinnade landsföreningen tillhörde han dess riksdagsparti Liberala samlingspartiet, efter den liberala partisprängningen 1923 Frisinnade folkpartiet. I riksdagen tillhörde han bland annat bankoutskottet som suppleant 1922–1928 och ledamot 1929–1930. I riksdagen skrev han en egen motion, i anslutning till propositionen om försvarsväsendets ordnande.